# Лісна Велесниця
Лісна́ Велесни́ця — село в Україні, у Надвірнянській міській громаді Надвірнянського району Івано-Франківської області. Населення становить 331 особу.

## Історія
Лісна Велесниця заснована в 1796 р. як присілок громади Верхній Майдан, яка належала до однойменної домінії, циркулу Станиславів, Королівства Галичини та Володимирії.

## Сучасність
В селі є загальноосвітня школа I ступеня, фельдшерсько-акушерський пункт на 1 кабінет, сільський клуб.
На території села є церква «Святого великомученика Димитрія» ПЦУ, отець Михайло Максим'юк.

## Населення

### Мова
Розподіл населення за рідною мовою за даними перепису 2001 року:
| Мова       | Кількість | Відсоток |
| ---------- | --------- | -------- |
| українська | 331       | 100%     |

## Географія
Селом протікає річка Велесниця з лівим допливом Чорним.

## Постаті
- Дутка Дмитро Михайлович (1999—2023) — солдат Збройних сил України, учасник російсько-української війни.